# Kveikur
Kveikur (em português fusível ou pavio) é o sétimo álbum de estúdio da banda de post-rock islandesa Sigur Rós. O álbum seria lançado no dia 17 de junho de 2013 internacionalmente,e no dia 18 de julho nos Estados Unidos pelo selo da XL Recordings, mas acabou antecipado para o dia 12 de junho. Esse é o primeiro álbum da banda a ser lançado através do selo da XL, depois que a banda se afastou da EMI e da Parlophone durante a aquisição da gravadora pela Universal Music Group em 2012. A capa do álbum é parte de uma fotografia, tirada pela artista plástica brasileira Lygia Clark, em 1967.
Kveikur é o primeiro álbum, desde o de estreia Von, que não tem a participação de Kjartan Sveinsson, que deixou o Sigur Rós em 2012.

## Composição
Kveikur traz uma nova visão e direção tomadas pelo Sigur Rós, tanto se tratando do tema quanto da musicalidade. A banda tem descrito o álbum com um som "mais agressivo" que de qualquer trabalho anterior.

## Promoção
Kveikur foi oficialmente anunciado pela banda no dia 22 de março de 2013, juntamente com o videoclipe do primeiro single e faixa, Brennisteinn. Os detalhes do álbuns, tais como a arte, a lista de faixas e a data de lançamento foram publicamente anunciados juntamente com as novas datas da turnê da banda. Um EP, intitulado Brennisteinn, com a faixa homônima e as faixas Hryggjarsula e Ofbirta, ambas incluídas como bônus no álbum, também foi lançado no mesmo dia para os titulares dos bilhetes dos shows da turnê estadunidense. No dia 11 de junho, o álbum se tornou disponível para ser ouvido inteiramente pela Internet.

### Singles
Brennisteinn foi lançado como o primeiro single do álbum no dia 25 de março de 2013. O vídeo da música que tem quase oito minutos de duração, dirigido por Andrew Huang, foi lançado no dia 22 de março, mesmo dia que a banda divulgou o futuro novo álbum.
Ísjaki foi lançado como single apenas para o rádio um mês depois, no dia 24 de abril, e é a terceira faixa do álbum. A música também foi lançada no iTunes para download, antes de o álbum ser lançado em junho. A banta também lançou um lyric video do single, em seu canal do YouTube no dia 2 de abril. O vídeo é notável por ser o primeiro desse tipo do Sigur Rós desde que a banda foi formada, em 1994.

### Turnê
A banda embarcou na Sigur Rós World Tour no final de 2012 e em 2013 em promoção ao Kveikur". A turnê contou com 82 concertos, e visitou a Austrália, o Sudestee o Leste Asiáticos, a Europa e a América do Norte. A parte norte-americana da turnê, que ocorreu em março e abriu, foi apoiada por Oneohtrix Point Never e Tim Hecker. Durante a turnê, as faixas "Kveikur", "Yfirborrð", "Hrafntinna" e "Brennisteinn" foram tocadas ao vivo.. A banda tocou a faixa-título do álbum no programa da NBC Late Night With Jimmy Fallon, no dia 22 de março de 2013.

## Recepção
| Críticas profissionais | Críticas profissionais |
| Pontuações agregadas   | Pontuações agregadas   |
| Fonte                  | Avaliação              |
| ---------------------- | ---------------------- |
| Metacritic             | 80/100                 |
| Avaliações da crítica  |                        |
| Fonte                  | Avaliação              |
| Allmusic               | [ 23 ]                 |
| Clash Music            | (8/10)                 |
| Consequence of Sound   | [ 25 ]                 |
| Drowned In Sound       | (9/10)                 |
| NME                    | (8/10)                 |
| Pitchfork Media        | (8.1/10)               |
| Slant Magazine         | [ 29 ]                 |
| This Is Fake DIY       | (8/10)                 |

Assim como a grande maioria dos lançamentos do Sigur Rós, Kveikur recebeu, em geral, críticas positivas após o lançamento. No Metacritic, que atribui uma classificação normalizada de 100 a comentários de críticos tradicionais, o álbum recebeu uma classificação em 80, o que indicou "análises geralmente favoráveis", baseado em 34 análises.
Gregory Haney, do Allmusic elogiou os esforços da banda, escrevendo que  o "post-rock pode ser uma experiência de audição muito passiva, varrendo os ouvintes em deriva acúmulo de crescimentos inevitáveis, sem nunca realmente enfrentá-los. Desafiando este paradigma, Sigur Rós se aventura sonoramente com seu sétimo álbum, Kveikur, que encontra no islandês três peças, no qual entrega um som mais escuro e mais agressivo em um de seus álbuns mais ousados até hoje." Gareth James, do Clash Music, elogiou a diversidade da música em Kveikur: "Não há duas canções que se soam similares e, enquanto os vocais de Jónsi confirmarem que este é, realmente, o artista na capa do álbum, está longe de ser mais do mesmo."
Christian Cottingham, do Drowned In Sound, em sua crítica positiva ao álbum, destacou elogiando tanto a originalidade quanto a falta de comercialismo do álbum. "Com Kveikur, o Sigur Rós parece estar encolhendo a partir da luz, longe dos anúncios de TV e Top Gear de trilhas sonoras, dos vídeos Shia LaBeouf, artigos Daily Mail e dos filmes de Hollywood, o que é uma coisa boa. Um grupo alternativo da Islândia, que oscila entre a sua língua materna e uma língua inventada que eles estavam se tornando muito onipresentes, e muito menos interessante com ele - que diabo, quando a sua própria loja virtual começa a vender velas 'especialmente desenvolvidas para especificações olfativos da banda' É definitivamente hora de algo novo. Por muito tempo, provavelmente desde o lançamento de Takk... em 2005, o Sigur Rós tem feito músicas para chorar, fazer amor, meditar, ou mesmo desacelerar, para caminhadas solitária ou enevoadas, nascer e pôr-do-sol, para por as crianças para dormir ou para nos acordar de manhã, música para servir de cartão postal da Islândia, linda, mas segura.  Bem, aqui está o outro lado, do longo inverno escandinavo de queimaduras e tempestades, de rocha congelada e de suicídios, em que as Luzes do Norte não se lançaram e não deixam dançar, mas tremer as partículas ondulantes sinistramente contra os céus escurecidos, e todo o melhor."
Complementar à crítica de Cottingham, NME também elogiou a falta de comercialismo e notou o fator de choque do álbum. "Esse é um álbum com o que o Sigur Rós nunca faria antes. Essa é uma banda na qual o líder faz trilha sonora de filmes de Hollywood (We Bought a Zoo, de Cameron Crowe), cuja casa foi confirmada em um episódio de Os Simpsons, que nos últimos anos tem sido mais brilhante, ou uma saltitante orquestra indie (Með suð í eyrum við spilum endalaust, de 2008), que um obscuro experimental se tornou mais uma característica de seu nome. Sendo assim, Kveikur soa como uma violenta boa surpresa."
Sash Geffen, do Consequence of Sound, fez uma crítica positiva ao álbum, mas destacou uma falta de direcionamento emocional em comparação com álbuns como Ágætis Byrjun e ( ). Ela escreveu: "Enquanto energizado, Kveikur não rompe com pontos seguros do Sigur Rós. Aqueles que têm seguido a banda e seu som por anos a fio, serão capazes de ter prazer em apreciá-lo novamente. Mas aqueles que ainda desejam o estilo Ágætis Byrjun ou assombrada tundra de Von não vão encontrar muitos novos marcos aqui. Este é um caloroso espaço escuro, seguro para Sigur Rós e seus devotos. Não espere perder o seu caminho." Pitchfork Media também notou isso, mas em geral elogiou o álbum. "Mesmo que ele não tenha o mesmo mistério ou incapacitando demandas de Ágætis Byrjun ou ( ), Kveikur é um pouco retorno à forma tocando em seus antecessores 'manancial emocional sem fundo para um álbum de Sigur Rós, que pode ser ouvido casualmente ou intensamente, uma coleção que funciona de forma tão eficaz como uma experiência espiritual e música pop, a essência de sua esmagadora grandeza widescreen transmitida com o imediatismo de uma rocha de 50 minutos registrados.'"

### Vendagens
Kveikur estreou na posição 14 no Billboard 200 dos Estados Unidos, com vendas de mais de 22 mil cópias.

## Faixas
Todas as faixas escritas e compostas por Jón Þór Birgisson, Georg Hólm, Orri Páll Dýrason. 
| N.º | Título         | Tradução[*]       | Duração |  |
| 1.  | "Brennisteinn" | Enxofre           | 7:45    |  |
| 2.  | "Hrafntinna"   | Obsidiana         | 6:24    |  |
| 3.  | "Ísjaki"       | Iceberg           | 5:07    |  |
| 4.  | "Yfirborð"     | Superfície        | 4:20    |  |
| 5.  | "Stormur"      | Tempestade        | 4:56    |  |
| 6.  | "Kveikur"      | Pavio             | 5:56    |  |
| 7.  | "Rafstraumur"  | Corrente Elétrica | 4:59    |  |
| 8.  | "Bláprádur"    | Fio Fino          | 5:13    |  |
| 9.  | "Var"          | Abrigo            | 3:45    |  |

| Faixas Bônus |                |                |         |  |
| N.º          | Título         | Tradução[*]    | Duração |  |
| 10.          | "Hryggjarsúla" | Espinha Dorsal | 5:05    |  |
| 11.          | "Ofbirta"      | Claridade      | 4:12    |  |

## Banda
Adaptado do encarte do álbum.
| Sigur Rós - Jón Þór Birgisson – vocal, guitarra - Georg Hólm – baixo - Orri Páll Dýrason – bateria Convidados - Eiríkur Orri Ólafsson - arranjos em metais - Daníel Bjarnason - arranjos em cordas - Sigrún Jónsdóttir - metais - Eiríkur Orri Ólafsson - metais - Bergrún Snæbjörnsdóttir - metais - Borgar Magnason - cordas - Margrét Árnadóttir - cordas - Pálína Árnadóttir - cordas - Una Sveinbjarnardóttir - cordas - Þórunn Ósk Marinósdóttir - cordas | Técnica - Ted Jensen - Masterização de áudio - Rich Costey - Mixagem - Alex Somers - Mixagem e gravação - Elisabeth Carlsson - assistente de mixagem - Eric Isip - assistente de mixagem - Chris Kasych - assistente de mixagem - Laura Sisk - assistente de mixagem - Birgir Jón Birgisson - gravação - Valgeir Sigurðsson - gravação (cordas) |

## Paradas
| Parada (2013)                       | Posição |
| ----------------------------------- | ------- |
| Austrália (ARIA)                    | 17      |
| Bélgica (Ultratop Flandres)         | 8       |
| Bélgica (Ultratop Valônia)          | 41      |
| Finlândia (Suomen virallinen lista) | 18      |
| Irlanda (IRMA)                      | 6       |
| Países Baixos (Dutch Charts)        | 20      |
| Nova Zelândia (RMNZ)                | 34      |
| Noruega (VG-lista)                  | 6       |
| Portugal (AFP)                      | 4       |
| Espanha (PROMUSICAE)                | 25      |
| Reino Unido (UK Albums Chart)       | 9       |

## Datas de lançamento
| Região         | Data                | Formato                            | Gravadora             |
| -------------- | ------------------- | ---------------------------------- | --------------------- |
| Japão          | 12 de junho de 2013 | Download digital, CD, Blu Spec, LP | Hostess Entertainment |
| Austrália      | 14 de junho de 2013 | Download digital, CD, LP           | XL Recordings         |
| Bélgica        | 14 de junho de 2013 | Download digital, CD, LP           | XL Recordings         |
| Finlândia      | 14 de junho de 2013 | Download digital, CD, LP           | XL Recordings         |
| Alemanha       | 14 de junho de 2013 | Download digital, CD, LP           | XL Recordings         |
| Islândia       | 14 de junho de 2013 | Download digital, CD, LP           | XL Recordings         |
| Irlanda        | 14 de junho de 2013 | Download digital, CD, LP           | XL Recordings         |
| Países Baixos  | 14 de junho de 2013 | Download digital, CD, LP           | XL Recordings         |
| Nova Zelândia  | 14 de junho de 2013 | Download digital, CD, LP           | XL Recordings         |
| França         | 17 de junho de 2013 | Download digital, CD, LP           | XL Recordings         |
| Itália         | 17 de junho de 2013 | Download digital, CD, LP           | XL Recordings         |
| África do Sul  | 17 de junho de 2013 | Download digital, CD, LP           | XL Recordings         |
| Reino Unido    | 17 de junho de 2013 | Download digital, CD, LP           | XL Recordings         |
| Canadá         | 18 de junho 2013    | Download digital, CD, LP           | XL Recordings         |
| Estados Unidos | 18 de junho 2013    | Download digital, CD, LP           | XL Recordings         |